# مؤنس طه حسين
مؤنس طه حسين (1922- 2008 م) أديب مصري، ابن الدكتور طه حسين، عاش أغلب حياته في باريس وتوفي فيها، ومن أهم كتبه مذكراته. توفي عن عمر تجاوز الثمانين.

## سيرته
مؤنس طه حسين هو الابن الوحيد لعميد الأدب العربي طه حسين المولود في الثامن من أيلول (سبتمبر) عام 1922 والمتوفى في السابع والعشرين من تشرين الثاني (نوفمبر) عام 2008 عن عمر يناهز الثانية والثمانين. وتفيد بعض المعلومات أن مؤنس طه حسين قد استقر في فرنسا بعد حصوله على درجة الدكتوراه في الأدب من السوربون (Moӗnis Taha Hussein, Le Roman Tisme François et L’Islam :تأثير الآداب الإسلامية في الأدب الفرنسي) منذ عقد الستينات من القرن العشرين وأنه عمل بقسم الترجمة بمنظمة اليونسكو طيلة حياته المتبقية وينسب إليه كتاب ضخم يقع في حوالي 800 صفحة يضم مذكراته عن حياته وحياة والده، وتفيد معلومات أخرى أن محاولات الكاتب الأدبية في فرنسا ومنها مجموعته الشعرية الأولى «كان الفجر شاحباً» ومجموعته الثانية «الصباح الصافي» المكتوبتان باللغة الفرنسية لم يكتب لهما النجاح.
لقد صدر كتاب «ملامح رومانسية Silhouettes Romans iquel» لمؤنس عن دار المعارف المصرية بدون تاريخ محدد؛ إلا أنه في أغلب الظن قد نُشر بعد ظهور دراسته المطولة عن «الرومانسية الفرنسية والإسلام» الصادرة عن دار المعارف اللبنانية عام 1962.
وينص المؤلف صراحة في مقدمته «ملامح رومانسية»: بأنه لا يرمي بها إلى تقديم عمل أكاديمي صارم مثقل بالوثائق والمراجع. بل أرادها أشبه ما تكون بعرض محرر من القيود لأهم ما عنّ له من تصورات وتأملات حول رواد الحركة الرومانسية الفرنسية في إطار علاقتهم بالمؤثرات الإسلامية بالإضافة إلى ما تأتّى له من خطوات حول بعض الرموز الأخرى لهذه الحركة ولغيرها من التيارات الأدبية الموازية لها خلال القرن التاسع عشر.

## مذكراته
بعدما أثارت «قناة الحياة» قضية «مذكرات» مؤنس طه حسين في الحوار الذي أجرته معه قبل وفاته، قرر وزير الثقافة المصري فاروق حسني ترجمة مذكرات مؤنس طه حسين إلى العربية.
كان مؤنس طه حسين أشار، في حواره الأول والأخير مع «الحياة» يوم الاثنين، إلى أنه انتهى من كتابة مذكراته قبل نحو ثلاث سنوات وقسّمها أربعة أجزاء، مبدياً عدم حماسته إلى نشرها في كتاب لأنها «لا تهم أحداً اليوم»، على حد تعبيره. صرّح وزير الثقافة المصري بأنه كلّف «شريف الشوباشي»، رئيس قطاع العلاقات الثقافية الخارجية في وزارة الثقافة الاتصال بالسيدة «أمينة» ابنة مؤنس الذي غيبه الموت قبل أيام في باريس عن عمر يناهز 82 عاماً، «للاتفاق على الإجراءات المتعلقة بالملكية الفكرية والمقابل المادي لهذه المذكرات التي لا تقدر بثمن».
وقال أن السيدة «أمينة مؤنس طه حسين» «رحبت بأن تصدر الترجمة العربية لهذه المذكرات في بلدها مصر»، وأكد أن ترجمة الفصول الأولى لهذه المذكرات ستتم على يد نخبة من المترجمين البارزين في مصر، مشيراً إلى أن الترجمة ستراجع بدقة «نظراً إلى أهمية هذه المذكرات التي تقع في أكثر من 800 صفحة من القطع الكبير».
كان مؤنس، نجل عميد الأدب العربي طه حسين قد ذكر، في الحديث الذي أجرته معه الكاتبة الجزائرية هاجيرة ساكر، أنه قسّم مذكراته التي تغطي الفترة من العام 1921م إلى العام 2000م إلى أربعة أقسام تحت عناوين: «الفجر»، «الصباح»، «الظهيرة»، «المساء»، على التوالي.
أكّد الوزير فاروق حسني أن ترجمة مذكرات مؤنس طه حسين، الذي أقام وعمل في العاصمة الفرنسية في شكل متصل منذ العام 1962 وحتى وفاته، ستصدر في طباعة أنيقة عن صندوق التنمية الثقافية «الذي سيوفر لها كل الإمكانات الفنية اللائقة بها». وورد في بيان صحافي لوزارة الثقافة المصرية أن مذكرات مؤنس «ستضم شهادة مهمة ونادرة لابن عميد الأدب العربي حول ذكرياته في بيت والده الذي ولد وعاش فيه سنواته الأولى في القاهرة». وأضاف أن فصولاً من هذه المذكرات تضم شهادة صاحبها منذ الأربعينات، «وإذا كان مؤنس غادر مصر منذ فترة طويلة إلّا أنه ظل متابعاً لأخبارها وأحداثها، ومن هنا تكتسب شهادته أهمية خصوصاً أنها أتت من الخارج»! وأوضح البيان أن مؤنس «يروي في هذه المذكرات تاريخ علاقته بعدد كبير من المفكرين والأدباء الفرنسيين الذين صادقوا والده لفترة طويلة».

## بعيدا عن الأضواء
ذكريات عن مؤنس طه حسين بقلم صديقه وجاره الشاعر والكاتب د. عبد الرشيد الصادق محمودي، هي في جوهرها دراسة أدبية إنسانية تحليلية لشخصية مؤنس وأعماله الدراسية والإبداعية ـ في مقدمتها شعره ـ كتبت في ظل مودة غامرة وصحبة حميمية وتآلف روحي تحقق للصديقين مؤنس وعبد الرشيد، الأمر الذي يجعل منها وثيقة نادرة وكاشفة، بالنسبة لعالم مؤنس طه حسين وشواغله ودوافع هجرته ومواجهته لمصيره المتوحد بعد وفاة أخته الوحيدة أمينة ورحيل زوجته ليلي العلايلي، التي حمل لها أعمق الحب وأجمله وتغني بها في ديوانه الرابع والأخير سوف ينحسر البحر الصادر عام 1995, وكله متخصص لرثائها والتعبير عن عمق فاجعته بافتقادها.
ولقد كان بعض أبناء جيلي ـ ونحن طلاب علم في الجامعة إبان الخمسينيات ـ نتسامع بأمر مؤنس طه حسين، وتصل إلينا أصداء من سيرته، أبرزها غربته التامة داخل إطار اللغة الفرنسية والثقافة الفرنسية، لكن لأنه الامتداد الحي لطه حسين العظيم، فقد كان انتسابه إلى الرمز الكبير يقلقنا ويثير دهشتنا، ثم جاءت الكلمة الضافية للدكتور عبد الرشيد لتجلو بعض الغشاوة عن عيوننا، فهو يحكي مثلا ما رواه له مؤنس من أن والده كان يختبره في العربية أحيانا فيتلجلج، وكيف كان طه حسين يعرب عن استيائه، وقد حاول أن يعالج هذا القصور فاستقدم لمؤنس معلما للغة العربية، ولكن الأوان كان قد فات لتوثيق علاقة الغلام بها. كما يروي الدكتور عبد الرشيد بعضا مما قيل عن تركه للعمل في قسم اللغة الفرنسية بسبب نزاع على الترقية أو رئاسة القسم.
ويضيف إلى هذا أنه ـ أي الدكتور عبد الرشيد ـ يخيّل إليه أن لرحيل مؤنس عن مصر أسبابا أخرى تتعلق بتطورات ذات صبغة عامة. فلعله رأى أن البيئة الثقافية الناطقة بالفرنسية في مصر، التي نشأ فيها وازدهر قد أصابها التدهور. ثم يضيف أن الأوضاع في الجامعة وفي الحياة الثقافية المصرية ـ بصفة عامة ـ أخذت تتغير على نحو شامل منذ قيام الثورة، ونزوح كثير من الأجانب وتضييق الخناق علي الجامعة والجامعيين. ولعل مؤنس قد شعر أن الحياة في مصر لم تعد تلائمه، ولم يكن في ذلك مختلفا عن غيره من الكتّاب والفنانين الذين أخذوا يرحلون عن مصر بداية من أوائل الخمسينيات.
يرى الدكتور عبد الرشيد أن رحيل مؤنس عن الجامعة المصرية، كان إحدى المحن الكثيرة التي تعرض لها، فقد خسرته الجامعة كما خسرها فقد كان أستاذا جامعيا بكل معنى الكلمة، وكانت الجامعة هي بيئته الحيوية التي يمكنه فيها أن يزدهر بحق، فيمارس نشاطه الأكاديمي دون إضرار بإبداعه أو هواياته المتعددة. كما يورد شهادة لبعض من درسوا عليه ـ في قسم اللغة الفرنسية بكلية الآداب (الدكتورة أمينة رشيد والدكتورة آمال فريد) وكيف كان مؤنس يفتح لهم أبواب الثقافة الرفيعة، ويعلمهم الاهتمام بالموسيقى وتاريخ الفن، وكيف كان قادرا على تحبيبهم في الشعر اللاتيني رغم بعده عن أذواقهم، وكيف كان يخرج عروضا مسرحية يمثل فيها طلابه، وكان بين الحضور طه حسين وتوفيق الحكيم ومحمد حسين هيكل. ويكفي دليلا علي تفتح مواهبه في سن مبكرة أنه نشر ديوان شعره الأول شاحبا كان الظل وهو في السادسة عشرة من عمره.

## مؤلفاته
- أبي طه حسين،
- مذكراتي، الصباح والظهر والمساء.
- في الشعر اللاتيني،
- دراسات مصرية،

## اقرأ أيضًا
- طه حسين